# Liste des monuments historiques de Schoten
Cette page regroupe l'ensemble des monuments classés de la ville belge de Schoten.
| Objet                                                            | Statut du classement? | Année de construction/architecte | Section communale | Adresse                         | Coordonnées                      | Numéro d'inventaire | Illustration                                                    |
| ---------------------------------------------------------------- | --------------------- | -------------------------------- | ----------------- | ------------------------------- | -------------------------------- | ------------------- | --------------------------------------------------------------- |
| (nl) Landhuis eclectisme                                         |                       |                                  | Schoten           | Deuzeldlaan 21                  | 51° 14′ 41″ nord, 4° 28′ 07″ est | 14300               | Téléverser                                                      |
| (nl) Sint-Mariahof en Villa Flora                                |                       |                                  | Schoten           | Deuzeldlaan 206B & 208          | 51° 14′ 48″ nord, 4° 27′ 37″ est | 14301               | (nl) Sint-Mariahof en Villa Flora                               |
| (nl) Hoeve, woonstalhuis 1857                                    |                       |                                  | Schoten           | Elshoutbaan 228                 | 51° 16′ 59″ nord, 4° 31′ 02″ est | 14302               | Téléverser                                                      |
| (nl) Hoeve, woonstalhuis 1857                                    |                       |                                  | Schoten           | Elshoutbaan 230                 | 51° 16′ 59″ nord, 4° 31′ 02″ est | 14302               | Téléverser                                                      |
| (nl) Villa eclectisme, Beau Sejour                               |                       |                                  | Schoten           | Frans Reinemundlei 6            | 51° 15′ 21″ nord, 4° 31′ 49″ est | 14303               | Téléverser                                                      |
| (nl) Castellamare, villa, Art Nouveau                            | Oui                   |                                  | Schoten           | Frans Reinemundlei 17           | 51° 15′ 30″ nord, 4° 31′ 43″ est | 14304               | Téléverser                                                      |
| (nl) Gelmelenhof, oud politiekantoor                             | Oui                   |                                  | Schoten           | Gelmelenstraat 2                | 51° 15′ 08″ nord, 4° 29′ 52″ est | 14305               | (nl) Gelmelenhof, oud politiekantoor                            |
| (nl) Hoekhuis                                                    | Oui                   |                                  | Schoten           | Gelmelenstraat 83               | 51° 15′ 08″ nord, 4° 29′ 50″ est | 14306               | Téléverser                                                      |
| (nl) Sunny Home, eclectisch landhuis                             |                       |                                  | Schoten           | Grote Singel 11                 | 51° 15′ 22″ nord, 4° 30′ 53″ est | 14308               | Téléverser                                                      |
| (nl) Landhuis ca. 1930                                           |                       |                                  | Schoten           | Grote Singel 64                 | 51° 15′ 30″ nord, 4° 31′ 10″ est | 14309               | Téléverser                                                      |
| (nl) Ravenhof, landhuis cottagestijl                             |                       |                                  | Schoten           | Hazendreef 16                   | 51° 15′ 02″ nord, 4° 31′ 43″ est | 14311               | Téléverser                                                      |
| (nl) Hotel Wenduine en Hotel Westende                            | Oui                   |                                  | Schoten           | Heikantstraat 152               | 51° 15′ 27″ nord, 4° 30′ 39″ est | 14312               | (nl) Hotel Wenduine en Hotel Westende                           |
| (nl) Hotel Wenduine en Hotel Westende                            | Oui                   |                                  | Schoten           | Heikantstraat 160               | 51° 15′ 27″ nord, 4° 30′ 39″ est | 14312               | Téléverser                                                      |
| (nl) Veehouderij, thans cafe-restaurant                          |                       |                                  | Schoten           | Horstebaan 1                    | 51° 15′ 21″ nord, 4° 29′ 13″ est | 14313               | (nl) Veehouderij, thans cafe-restaurant                         |
| (nl) Domein Vordenstein                                          | Oui                   |                                  | Schoten           | Horstebaan 2                    | 51° 15′ 34″ nord, 4° 29′ 17″ est | 14315               | (nl) Domein Vordenstein                                         |
| (nl) Kapel van de Horst                                          |                       |                                  | Schoten           | Horstebaan                      | 51° 15′ 31″ nord, 4° 29′ 06″ est | 14317               | (nl) Kapel van de Horst                                         |
| (nl) De Horst of Hof Ter Veken, kasteel                          |                       |                                  | Schoten           | Horstebaan 14                   | 51° 15′ 40″ nord, 4° 28′ 49″ est | 14318               | (nl) De Horst of Hof Ter Veken, kasteel                         |
| (nl) Amerloo of Ten Wijngaard, hof van plaisantie                |                       |                                  | Schoten           | Horstebaan 203                  | 51° 15′ 26″ nord, 4° 28′ 38″ est | 14319               | Téléverser                                                      |
| (nl) Gemeentelijke Muziekschool, modern complex                  |                       |                                  | Schoten           | Verbertstraat 53                | 51° 14′ 49″ nord, 4° 29′ 57″ est | 14320               | Téléverser                                                      |
| (nl) Kasteel van Schoten of Wetschot                             | Oui                   |                                  | Schoten           | Kasteeldreef 40                 | 51° 14′ 42″ nord, 4° 29′ 23″ est | 14322               | (nl) Kasteel van Schoten of Wetschot                            |
| (nl) Kasteelhoeve Riddershoeve                                   |                       |                                  | Schoten           | Kasteeldreef 38                 | 51° 14′ 45″ nord, 4° 29′ 23″ est | 14323               | Téléverser                                                      |
| (nl) Fort van Schoten                                            | Oui                   |                                  | Schoten           | Legerbaan                       | 51° 17′ 14″ nord, 4° 31′ 46″ est | 14325               | Téléverser                                                      |
| (nl) Gebouw                                                      |                       |                                  | Schoten           | Listdreef 2                     | 51° 15′ 40″ nord, 4° 28′ 22″ est | 14326               | (nl) Gebouw                                                     |
| (nl) Sint-Lutgardis Openluchtschool                              |                       |                                  | Schoten           | Sint-Maria-ten-Boslei 10        | 51° 16′ 04″ nord, 4° 31′ 59″ est | 14327               | Téléverser                                                      |
| (nl) Antwerpse Rijstmolens Riza, bedrijfsgebouwen                |                       |                                  | Schoten           | Metropoolstraat 35              | 51° 14′ 23″ nord, 4° 27′ 50″ est | 14328               | Téléverser                                                      |
| (nl) Landhuis eclectisme ca. 1900                                |                       |                                  | Schoten           | Nachtegalenlei 43               | 51° 15′ 25″ nord, 4° 31′ 51″ est | 14329               | Téléverser                                                      |
| (nl) Belhoeve, bij kasteel van Brasschaat, hoeve                 |                       |                                  | Schoten           | Ooievaarsdreef 1                | 51° 16′ 46″ nord, 4° 29′ 48″ est | 14330               | Téléverser                                                      |
| (nl) Hovenierswoning bij kasteel Withof, huis                    |                       |                                  | Schoten           | Papenaardekenstraat 150         | 51° 14′ 42″ nord, 4° 29′ 02″ est | 14331               | Téléverser                                                      |
| (nl) Gebouw                                                      | Oui                   |                                  | Schoten           | Paul Gilsonlaan 1               | 51° 16′ 00″ nord, 4° 28′ 32″ est | 14332               | Téléverser                                                      |
| (nl) De List, herenhoeve                                         | Oui                   |                                  | Schoten           | Peerdsbosbaan 29                | 51° 16′ 04″ nord, 4° 28′ 31″ est | 14333               | Téléverser                                                      |
| (nl) Ter Beuken, landhuis eclectisme                             | Oui                   |                                  | Schoten           | Priorijlaan 20                  | 51° 15′ 05″ nord, 4° 31′ 54″ est | 14334               | Téléverser                                                      |
| (nl) Parochiekerk Onze-Lieve-Vrouw                               |                       |                                  | Schoten           | Ruusbroeckplein                 | 51° 15′ 53″ nord, 4° 31′ 59″ est | 14336               | (nl) Parochiekerk Onze-Lieve-Vrouw                              |
| (nl) Petappeltoren, landhuis                                     |                       |                                  | Schoten           | Schijnparklaan 36               | 51° 14′ 32″ nord, 4° 31′ 11″ est | 14337               | Téléverser                                                      |
| (nl) Regina Pacis, priorij benedictinessen en school Vita et Pax |                       |                                  | Schoten           | Sint-Amelbergalei 35            | 51° 15′ 00″ nord, 4° 31′ 51″ est | 14338               | Téléverser                                                      |
| (nl) Parochiekerk Sint-Cordula                                   | Oui                   |                                  | Schoten           | Sint-Cordulaplein               | 51° 14′ 59″ nord, 4° 29′ 58″ est | 14339               | (nl) Parochiekerk Sint-Cordula                                  |
| (nl) Gemeentelijke bibliotheek, gebouw                           | Oui                   |                                  | Schoten           | Sint-Cordulaplein 13            | 51° 15′ 00″ nord, 4° 29′ 59″ est | 14340               | (nl) Gemeentelijke bibliotheek, gebouw                          |
| (nl) Dorpswoning                                                 |                       |                                  | Schoten           | Sint-Cordulastraat z.nr.        | 51° 15′ 03″ nord, 4° 29′ 55″ est | 14341               | Téléverser                                                      |
| (nl) Pastorie van Sint-Cordula, 1711                             | Oui                   |                                  | Schoten           | Sint-Cordulastraat 34           | 51° 15′ 01″ nord, 4° 29′ 56″ est | 14342               | (nl) Pastorie van Sint-Cordula, 1711                            |
| (nl) Gebouw                                                      |                       |                                  | Schoten           | Sluizenstraat 34                | 51° 15′ 02″ nord, 4° 30′ 25″ est | 14343               | Téléverser                                                      |
| (nl) Molenhuis                                                   |                       |                                  | Schoten           | Theofiel Van Cauwenberghslei 16 | 51° 15′ 08″ nord, 4° 30′ 08″ est | 14344               | Téléverser                                                      |
| (nl) Molenhuis                                                   |                       |                                  | Schoten           | Theofiel Van Cauwenberghslei 18 | 51° 15′ 08″ nord, 4° 30′ 08″ est | 14344               | Téléverser                                                      |
| (nl) Gebouw                                                      |                       |                                  | Schoten           | Vaartdreef 1                    | 51° 17′ 38″ nord, 4° 32′ 59″ est | 14345               | Téléverser                                                      |
| (nl) Burgerhuis XX eclectisme                                    |                       |                                  | Schoten           | Verbertstraat 7                 | 51° 15′ 02″ nord, 4° 29′ 53″ est | 14347               | Téléverser                                                      |
| (nl) Pastorie Sint-Cordula                                       | Oui                   |                                  | Schoten           | Verbertstraat z.nr.             | 51° 14′ 57″ nord, 4° 29′ 54″ est | 14348               | (nl) Pastorie Sint-Cordula                                      |
| (nl) Gemeentelijke jongensschool 1865-68                         |                       |                                  | Schoten           | Verbertstraat 53                | 51° 14′ 49″ nord, 4° 29′ 57″ est | 14349               | Téléverser                                                      |
| (nl) Kasteel Schijndaal of Pottelsberge                          |                       |                                  | Schoten           | Victor Frislei 56               | 51° 14′ 44″ nord, 4° 31′ 46″ est | 14350               | Téléverser                                                      |
| (nl) Klooster De Villers of Schotenhof of Mariaburcht            | Oui                   |                                  | Schoten           | Villerslei 135                  | 51° 15′ 04″ nord, 4° 31′ 23″ est | 14352               | Téléverser                                                      |
| (nl) Villa La Chanterelle                                        |                       |                                  | Schoten           | Villerslei 224                  | 51° 14′ 58″ nord, 4° 31′ 23″ est | 14353               | Téléverser                                                      |
| (nl) Landhuis Nieuwe Zakelijkheid 1937                           |                       |                                  | Schoten           | Vlinderlei 14                   | 51° 15′ 26″ nord, 4° 31′ 08″ est | 14354               | Téléverser                                                      |
| (nl) XIX-Arbeidershuisjes                                        |                       |                                  | Schoten           | Vordensteinstraat 46            | 51° 15′ 12″ nord, 4° 29′ 41″ est | 14355               | Téléverser                                                      |
| (nl) XIX-Arbeidershuisjes                                        |                       |                                  | Schoten           | Vordensteinstraat 52            | 51° 15′ 12″ nord, 4° 29′ 41″ est | 14355               | Téléverser                                                      |
| (nl) Gebouw                                                      | Oui                   |                                  | Schoten           | Wezelsebaan z.nr.               | 51° 15′ 41″ nord, 4° 30′ 44″ est | 14356               | Téléverser                                                      |
| (nl) 't Moleken, woonstalhuis                                    |                       |                                  | Schoten           | Wezelsebaan 108                 | 51° 15′ 37″ nord, 4° 31′ 11″ est | 14357               | Téléverser                                                      |
| (nl) Hoeve                                                       |                       |                                  | Schoten           | Wijtschotbaan 2                 | 51° 14′ 34″ nord, 4° 30′ 15″ est | 14358               | Téléverser                                                      |
| (nl) Instituut Sint-Cordula, school                              |                       |                                  | Schoten           | Wilgendaalstraat 5              | 51° 15′ 11″ nord, 4° 29′ 44″ est | 14359               | Téléverser                                                      |
| (nl) Instituut Sint-Cordula, school                              |                       |                                  | Schoten           | Wilgendaalstraat 9              | 51° 15′ 11″ nord, 4° 29′ 44″ est | 14359               | Téléverser                                                      |
| (nl) Suenito, villa in cottagestijl XX                           |                       |                                  | Schoten           | Albert Dineurlaan 6             | 51° 15′ 11″ nord, 4° 30′ 44″ est | 14391               | Téléverser                                                      |
| (nl) Landhuis eclectisme, Le Rubis                               |                       |                                  | Schoten           | Alfons Servaislei 72            | 51° 15′ 14″ nord, 4° 31′ 47″ est | 14392               | Téléverser                                                      |
| (nl) De Linde, restaurant Nieuwe Zakelijkheid 1938               |                       |                                  | Schoten           | Alice Nahonlei 92               | 51° 15′ 58″ nord, 4° 32′ 21″ est | 14393               | Téléverser                                                      |
| (nl) Kasteel Botermelk, landhuis                                 |                       |                                  | Schoten           | Botermelkbaan 27                | 51° 16′ 41″ nord, 4° 31′ 59″ est | 14395               | Téléverser                                                      |
| (nl) Gebouwen                                                    |                       |                                  | Schoten           | Botermelkdijk 232               | 51° 16′ 31″ nord, 4° 31′ 30″ est | 14398               | Téléverser                                                      |
| (nl) Gebouwen                                                    |                       |                                  | Schoten           | Botermelkdijk 362               | 51° 16′ 31″ nord, 4° 31′ 30″ est | 14398               | Téléverser                                                      |
| (nl) Hoeve, afhankelijkheid kasteel Botermelk                    |                       |                                  | Schoten           | Botermelkdijk 462A              | 51° 16′ 51″ nord, 4° 32′ 00″ est | 14400               | Téléverser                                                      |
| (nl) Hoeve, afhankelijkheid kasteel Botermelk                    |                       |                                  | Schoten           | Botermelkdijk 462B              | 51° 16′ 51″ nord, 4° 32′ 00″ est | 14400               | Téléverser                                                      |
| (nl) Weytschot of Cleyn Hof, landhuis eclectsche stijl           |                       |                                  | Schoten           | Braamstraat 53                  | 51° 14′ 36″ nord, 4° 30′ 00″ est | 14402               | Téléverser                                                      |
| (nl) Landhuis 1948 naar ontwerp van E. Van Steenbergen           |                       |                                  | Schoten           | Brechtsebaan 748                | 51° 17′ 39″ nord, 4° 32′ 54″ est | 14404               | Téléverser                                                      |
| (nl) Villa's Nieuwe Zakelijkheid ca. 1930-35                     | Oui                   |                                  | Schoten           | Bredabaan 1175                  | 51° 15′ 41″ nord, 4° 27′ 54″ est | 14405               | Téléverser                                                      |
| (nl) Villa's Nieuwe Zakelijkheid ca. 1930-35                     | Oui                   |                                  | Schoten           | Bredabaan 1177                  | 51° 15′ 41″ nord, 4° 27′ 54″ est | 14405               | Téléverser                                                      |
| (nl) Villa's Nieuwe Zakelijkheid ca. 1930-35                     | Oui                   |                                  | Schoten           | Bredabaan 1259                  | 51° 15′ 41″ nord, 4° 27′ 54″ est | 14405               | Téléverser                                                      |
| (nl) Calixberg, kasteel                                          |                       |                                  | Schoten           | Calesbergdreef 15               | 51° 14′ 56″ nord, 4° 28′ 21″ est | 14408               | Téléverser                                                      |
| (nl) Calixberg, kasteel                                          |                       |                                  | Schoten           | Calesbergdreef 3                | 51° 14′ 56″ nord, 4° 28′ 21″ est | 14408               | Téléverser                                                      |
| (nl) Calixberg, kasteel                                          |                       |                                  | Schoten           | Calesbergdreef 3A               | 51° 14′ 55″ nord, 4° 28′ 33″ est | 14408               | Téléverser                                                      |
| (nl) Calixberg, kasteel                                          |                       |                                  | Schoten           | Calesbergdreef 3B               | 51° 14′ 56″ nord, 4° 28′ 21″ est | 14408               | Téléverser                                                      |
| (nl) Calixberg, kasteel                                          |                       |                                  | Schoten           | Calesbergdreef 5                | 51° 14′ 56″ nord, 4° 28′ 21″ est | 14408               | Téléverser                                                      |
| (nl) Calixberg, kasteel                                          |                       |                                  | Schoten           | Calesbergdreef 7                | 51° 14′ 56″ nord, 4° 28′ 21″ est | 14408               | Téléverser                                                      |
| (nl) Gemeentehuis, neotraditioneel gebouw naar ontwerp van Gife  | Oui                   |                                  | Schoten           | Churchilllaan 1                 | 51° 15′ 04″ nord, 4° 29′ 53″ est | 14409               | (nl) Gemeentehuis, neotraditioneel gebouw naar ontwerp van Gife |
| (nl) Herenhuis eclectisme, dubbelhuis                            |                       |                                  | Schoten           | Churchilllaan 128               | 51° 15′ 01″ nord, 4° 29′ 25″ est | 14412               | Téléverser                                                      |
| (nl) Herenboerderij-veekwekerij, bij kasteel Withof              |                       |                                  | Schoten           | Deurnevoetweg 9                 | 51° 14′ 40″ nord, 4° 29′ 06″ est | 14413               | Téléverser                                                      |
| (nl) Kasteel Withof of Papenhof of Swijndrechtse hoeve.          |                       |                                  | Schoten           | Deurnevoetweg 10                | 51° 14′ 36″ nord, 4° 29′ 00″ est | 14414               | Téléverser                                                      |
| (nl) Woonhuis met atelier Lode Vleeshouwers en Angèle Simonart   | Oui                   |                                  | Schoten           | Distelvinklei 9                 | 51° 15′ 54″ nord, 4° 32′ 29″ est | 200487              | Téléverser                                                      |
| (nl) Villa Hof Ter Beuken                                        | Oui                   |                                  | Schoten           | Priorijlaan 31                  | 51° 15′ 09″ nord, 4° 32′ 00″ est | 200535              | Téléverser                                                      |
| (nl) Sint-Cordula-devotiekapelletje                              |                       |                                  | Schoten           | Paalstraat z.nr.                | 51° 15′ 15″ nord, 4° 30′ 12″ est | 84249               | Téléverser                                                      |